# Верон Лупи, Томас
Тома́с Веро́н Лу́пи (исп. Tomás Verón Lupi; род. 3 сентября 2000, Кильмес, Буэнос-Айрес) — аргентинский футболист, вингер клуба «Грассхоппер».

## Клубная карьера
Лупи — воспитанник клуба «Кильмес». 30 сентября 2018 года в матче против «Платенсе» он дебютировал в Примера B Насьональ. В 2020 году игрок на правах аренды выступал за «Сакачиспас». В 2022 году Лупи на правах аренды перешёл в уругвайский «Расинг». 20 марта в матче против «Сентраль Эспаньол» он дебютировал в уругвайской Сегунде. По итогам сезона игрок помог команде выйти в элиту, а клуб выкупил трансфер футболиста. 4 февраля 2023 года в матче против «Бостон Ривер» он дебютировал в уругвайской Примере. В поединке против «Данубио» Томас забил свой первый гол за «Расинг».
В 2024 году Лупи был арендован швейцарским клубом «Грассхоппер». 5 октября в матче против «Винтертура» он дебютировал в швейцарской Суперлиге. 7 декабря в поединке против «Ивердон-Спорт» Томас забил свой первый гол за «Грассхоппер».